# USS Preble (DDG-88)
El USS Preble (DDG-88) es un destructor de la clase Arleigh Burke en servicio con la Armada de los Estados Unidos. Fue puesto en gradas en 2000, botado en 2001 y asignado en 2002.

## Construcción
A cargo de Ingalls Shipbuilding, fue iniciado el 22 de junio de 2000, botado el 1 de junio de 2001 y asignado el 9 de noviembre de 2002. Su nombre USS Preble fue impuesto por Edward Preble, comandante de la guerra de Trípoli.

## Historial de servicio

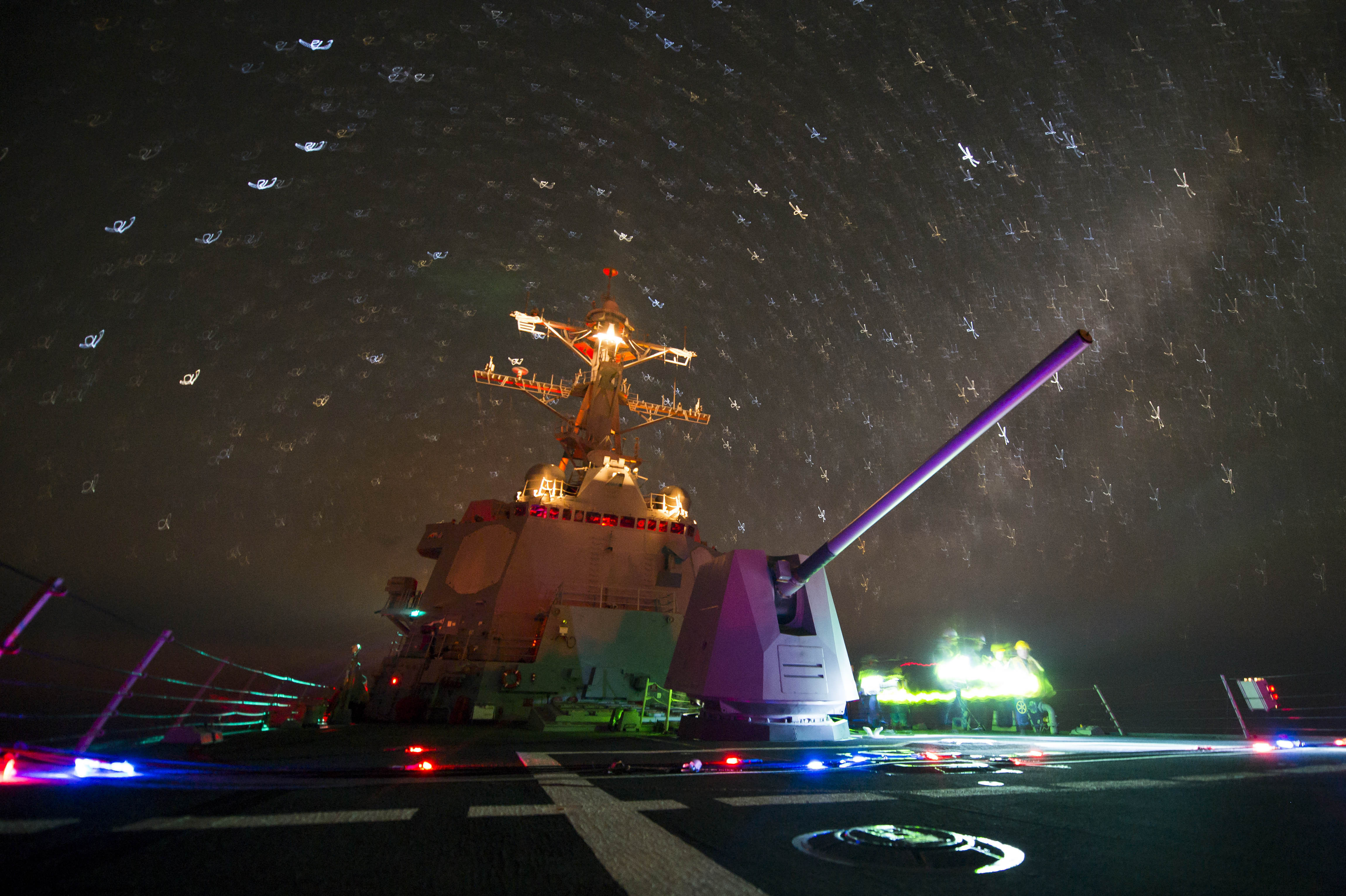
El USS Preble (DDG-88) en el año 2013.

Su actual apostadero es la base naval de Joint Base Pearl Harbor-Hickam, Hawái.